# Черемуха (Бердичівський район)
Черему́ха (колишня назва Чернечий, хутір) —  село в Україні, в Ружинській селищній громаді Бердичівського району Житомирської області. Населення становить 163 осіб.

## Транспорт
У селі знаходиться залізнична станція "Чернячий Хутір", де можна сісти на приміські дизель-поїзди Козятин-Погребище, Козятин-Жашків і Козятин-Христинівка.